# 名取英理
名取 英理（なとり えり、1985年9月23日 - ）は、長野県茅野市出身のスピードスケート選手である。

## 来歴
茅野市立永明中学校-東海大学付属第三高等学校-山梨学院大学-十六銀行。
2010年バンクーバーオリンピック代表に選ばれ、女子3000m21位となった。